# Cuisine jamaïcaine
 (avril 2024).
La mise en forme du texte ne suit pas les recommandations de Wikipédia : il faut le « wikifier ».
Les points d'amélioration suivants sont les cas les plus fréquents. Le détail des points à revoir est peut-être précisé sur la page de discussion.
- Les titres sont pré-formatés par le logiciel. Ils ne sont ni en capitales, ni en gras.
- Le texte ne doit pas être écrit en capitales (les noms de famille non plus), ni en gras, ni en italique, ni en « petit »…
- Le gras n'est utilisé que pour surligner le titre de l'article dans l'introduction, une seule fois.
- L'italique est rarement utilisé : mots en langue étrangère, titres d'œuvres, noms de bateaux, etc.
- Les citations ne sont pas en italique mais en corps de texte normal. Elles sont entourées par des guillemets français : « et ».
- Les listes à puces sont à éviter, des paragraphes rédigés étant largement préférés. Les tableaux sont à réserver à la présentation de données structurées (résultats, etc.).
- Les appels de note de bas de page (petits chiffres en exposant, introduits par l'outil «  Source ») sont à placer entre la fin de phrase et le point final[comme ça].
- Les liens internes (vers d'autres articles de Wikipédia) sont à choisir avec parcimonie. Créez des liens vers des articles approfondissant le sujet. Les termes génériques sans rapport avec le sujet sont à éviter, ainsi que les répétitions de liens vers un même terme.
- Les liens externes sont à placer uniquement dans une section « Liens externes », à la fin de l'article. Ces liens sont à choisir avec parcimonie suivant les règles définies. Si un lien sert de source à l'article, son insertion dans le texte est à faire par les notes de bas de page.
- La présentation des références doit suivre les conventions bibliographiques. Il est recommandé d'utiliser les modèles {{Ouvrage}}, {{Chapitre}}, {{Article}}, {{Lien web}} et/ou {{Bibliographie}}. Le mode d'édition visuel peut mettre en forme automatiquement les références.
- Insérer une infobox (cadre d'informations à droite) n'est pas obligatoire pour parachever la mise en page.

Pour une aide détaillée, merci de consulter Aide:Wikification.
Si vous pensez que ces points ont été résolus, vous pouvez retirer ce bandeau et améliorer la mise en forme d'un autre article.

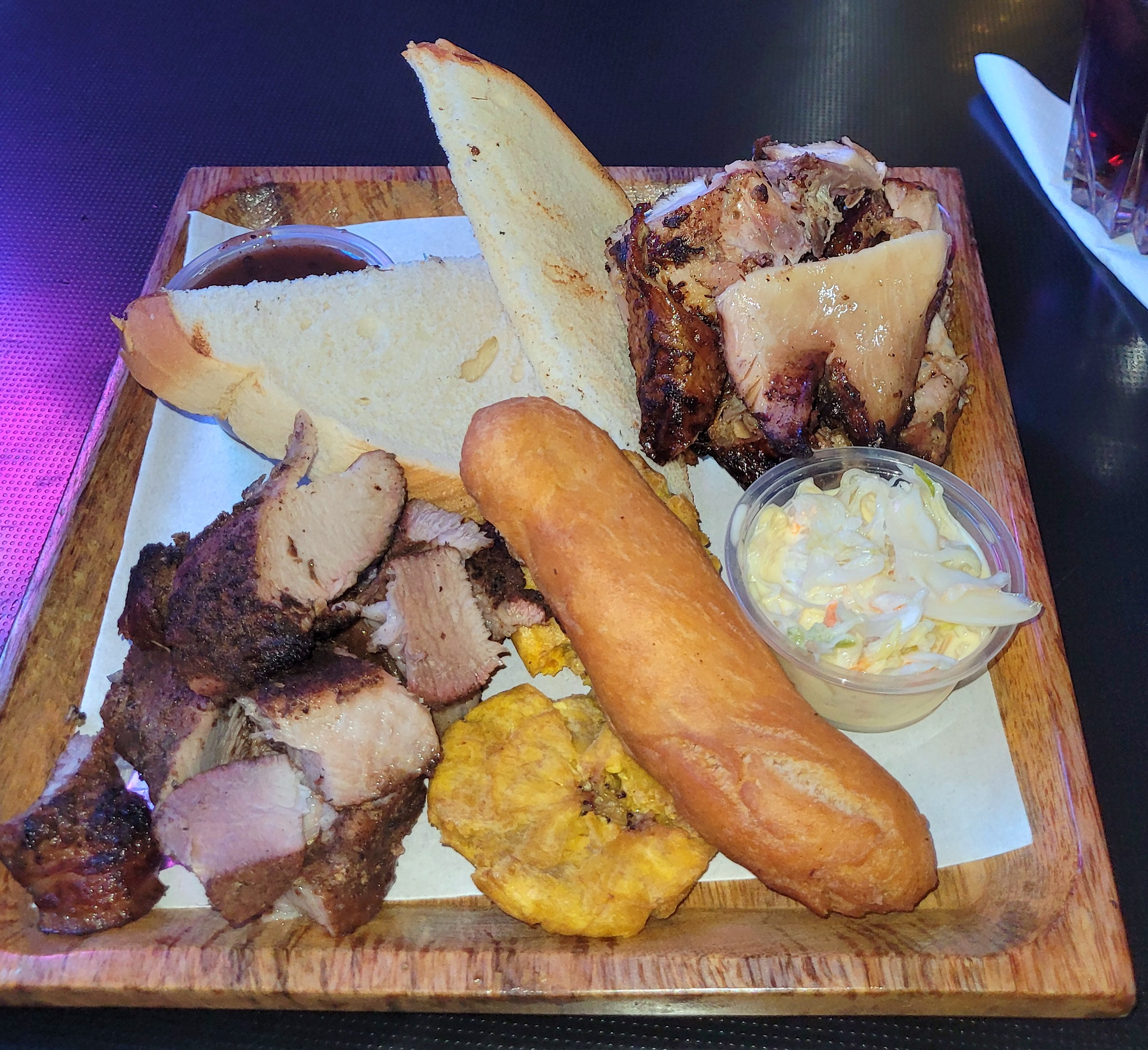
Cuisine typiquement jamaïcaine : poulet jerk et porc servis avec du pain à pâte dure, sauce jerk, festival, plantain pressé frit et salade de chou.

La cuisine jamaïcaine fait référence à divers styles gastronomiques dérivés des traditions culinaires de la Jamaïque.
Celle-ci a évolué au cours des siècles, suivant les changements sociaux, politiques et culturels de l'île. Ses origines remontent à l'époque des premiers habitants autochtones, mais elle a été grandement influencée par les différentes vagues de colonisation et d'immigration. Au fil du temps, la cuisine jamaïcaine s'est fondée en tenant compte d'éléments africains, européens (les espagnols, portugais, français, irlandais, écossais et autres), indiens, moyen-orientaux et chinois,.
Durant la période coloniale, les habitudes alimentaires de la Jamaïque ont été influencées par les traditions culinaires des autochtones Tainos et des colons européens. Cependant, avec l'arrivée d'esclaves africains, de juifs, de Français d'Haïti, de travailleurs sous contrat venus de Chine, d'Inde, d'Irlande, d'Écosse, d'Allemagne et des Açores, ainsi que de Syriens, de chrétiens et de marchands libanais et palestiniens, la cuisine jamaïcaine a pris ses traits distinctifs. Chaque groupe ethnique arrivé au fil du temps a apporté ses propres traditions culinaires, qui ont été intégrées à la cuisine locale. À ce titre, la cuisine jamaïcaine est considérée comme un mélange de plats créoles.
Au cours du XXe siècle, la cuisine jamaïcaine gagne en popularité à l'échelle internationale, avec l'ouverture de restaurants jamaïcains à travers le monde. Aujourd'hui, la cuisine jamaïcaine continue d'évoluer, avec de nouveaux plats et saveurs qui reflètent la diversité de l'île et de sa population.

## Histoire de la cuisine jamaïcaine
La cuisine jamaïcaine est le reflet d'un riche héritage culinaire, résultant d'un mélange unique de cultures, de populations et de religions remontant au XVIe siècle. Cette histoire culinaire commence avec les Taïnos, également connus sous le nom d'Indiens Arawak, qui cuisinaient des aliments tels que le manioc, le maïs, le poisson rôti et les crabes sur du charbon de bois.
Les Espagnols arrivés ensuite, ont apporté avec eux des assaisonnements et des plats épicés, ce qui a laissé une trace dans certains plats jamaïcains, comme la « galette jamaïcaine ».
Avec l'arrivée des colons britanniques, la cuisine jamaïcaine est enrichie de puddings sucrés et salés, ainsi que de rôtis.
Les immigrants asiatiques ont également laissé leur marque sur la cuisine jamaïcaine en introduisant davantage d'épices, le curry (ou cari) étant l'un des plus populaires.

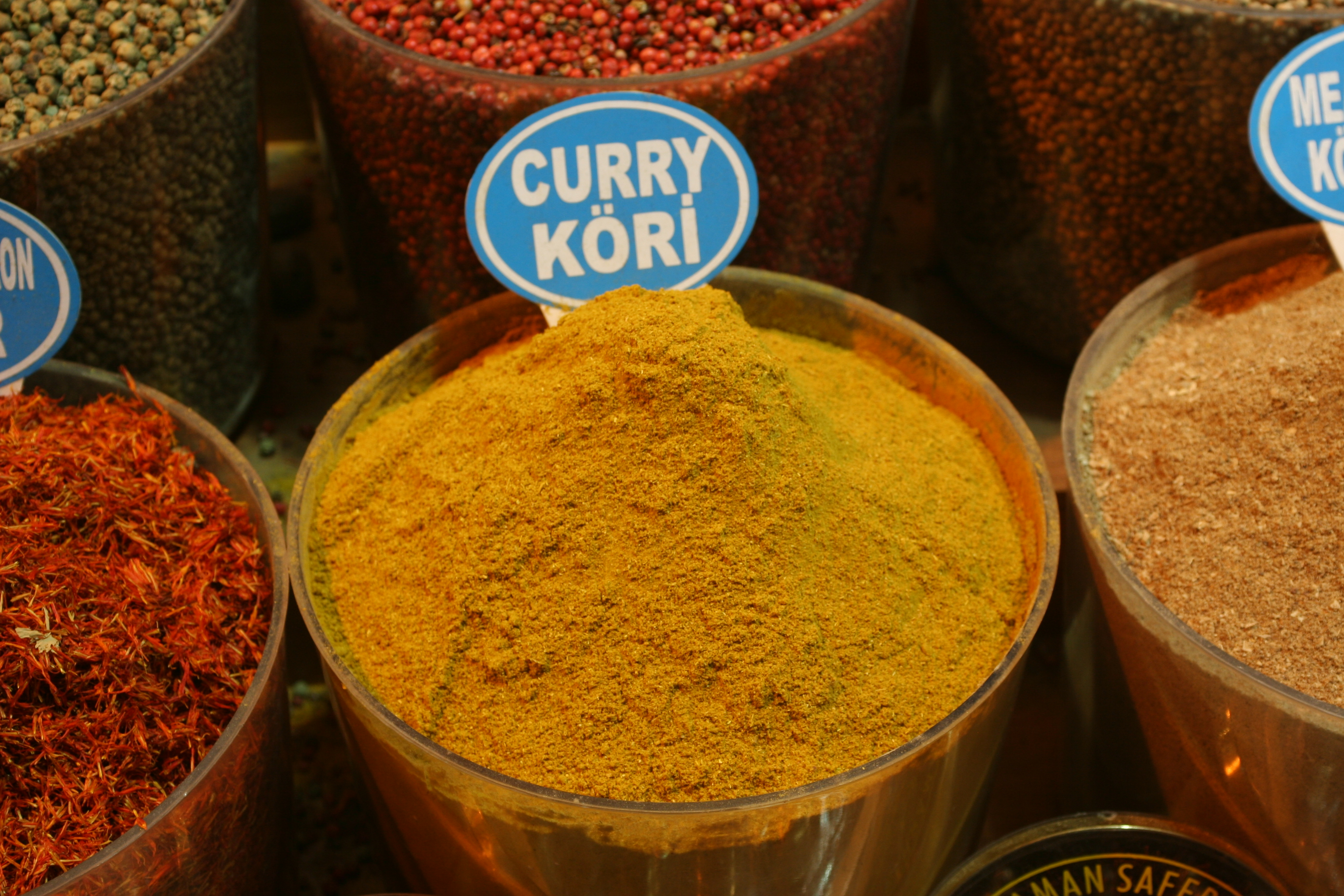
Poudre de cari.

Les colons africains ont eu une influence majeure sur la cuisine jamaïcaine, ajoutant une grande variété de plats, notamment le célèbre « jerk » jamaïcain. Le jerk (en), une méthode de cuisson où la viande est marinée dans un mélange d'épices avant d'être cuite lentement sur un feu de bois, est devenu emblématique de la cuisine jamaïcaine.
La cuisine chinoise est de même restée populaire en Jamaïque, avec de nombreux restaurants proposant une variété de plats chinois.
Les Arabes ont aussi contribué à la cuisine jamaïcaine, intégrant leur style culinaire à la cuisine traditionnelle de l'île. Le pain plat et les légumineuses, comme les pois rouges et les pois gungo, sont des exemples de leur influence.
La diversité de la cuisine jamaïcaine est également due à son climat, ses eaux, ses fruits, son poisson, son bétail, ses légumes et son sol riches. Tous ces éléments se combinent pour créer une cuisine jamaïcaine saine, variée, nutritive et pleine de saveurs, qui est désormais populaire et disponible dans de nombreuses régions du monde.
L'influence rastafarienne est en outre une part importante de l'histoire de la cuisine jamaïcaine. Les Rastafariens ont une approche saine de la préparation, de la cuisine et de la consommation alimentaire, évitant souvent la viande et privilégiant une alimentation à base de plantes. Leur cuisine, souvent nommée « ital », est similaire au régime méditerranéen, réputé pour sa santé et son équilibre.

## Spécialités jamaïcaines
- Aki et morue salée : un plat national de la Jamaïque, fait avec de l'aki (un fruit tropical) et du poisson salé, souvent servi avec du pain de maïs ou du pain frit, le festival.

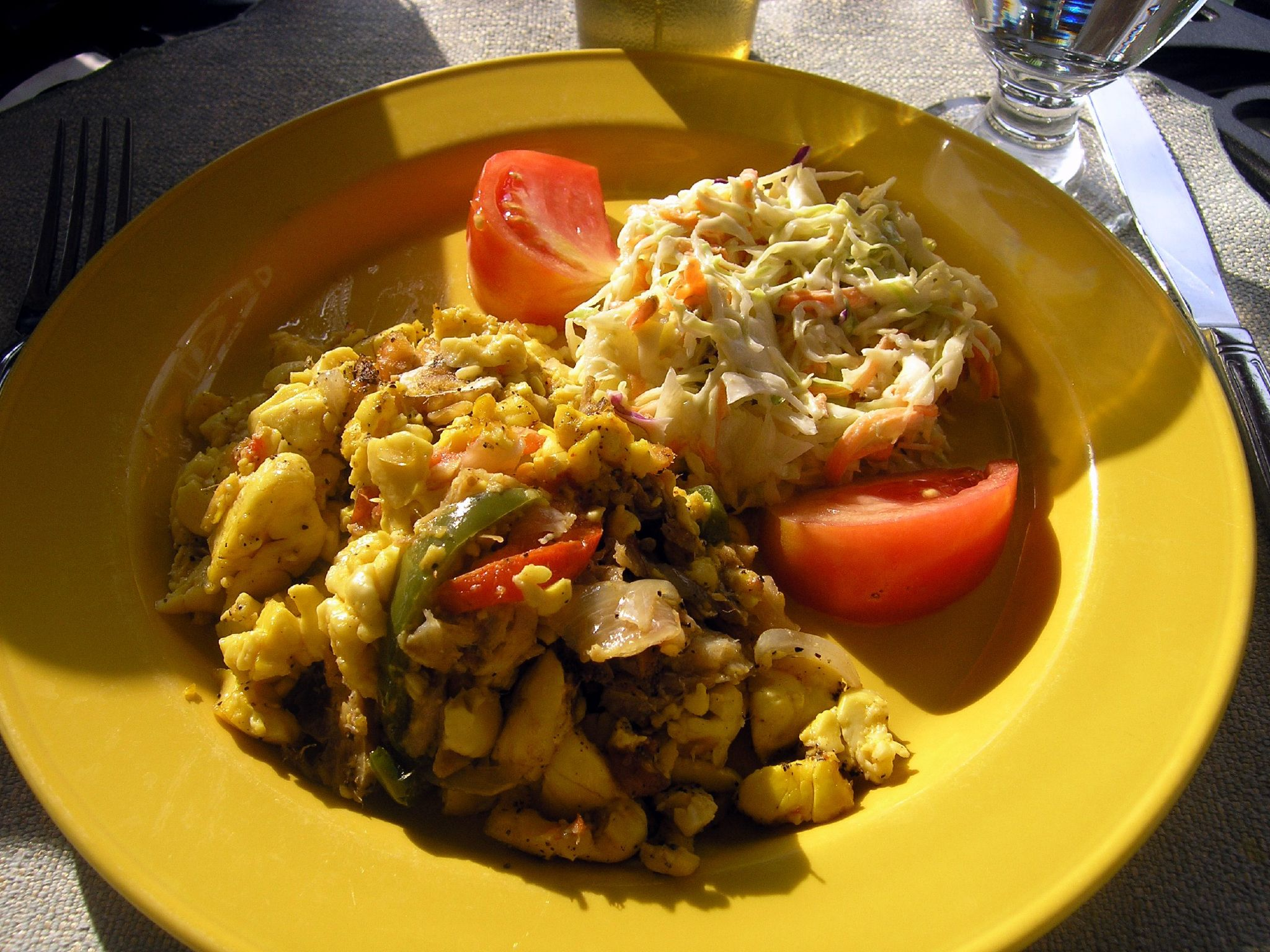
Aki et morue salée, le plat national jamaïcain.

- Poulet à la jerk : poulet mariné dans un mélange d'épices appelé jerk seasoning, puis cuit lentement sur un feu de bois. C'est l'un des plats les plus emblématiques de la Jamaïque.

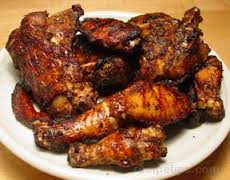
Poulet à la jerk.

- Cari d'agneau : viande d'agneau cuite lentement dans une sauce au curry épicée, souvent accompagnée de riz et de pois.
- Oxtail Stew : queue de bœuf cuite lentement dans une sauce savoureuse à base de tomates, d'oignons et d'épices, servie avec du riz et des haricots.
- Escabèche : poisson frit puis mariné dans une sauce vinaigrée aux oignons, au poivron et aux carottes. C'est un plat populaire dans la cuisine jamaïcaine.
- Festival : pain de blé et de maïs frit servi en accompagnement.
- Calalou : un plat à base de feuilles de taro, épinards ou amarante, cuites dans une sauce relevée avec du piment, des oignons et des tomates.
- Bammy (en) : un pain plat traditionnel jamaïcain, fait à partir de farine de manioc et souvent accompagné de poissons ou de viandes épicés.

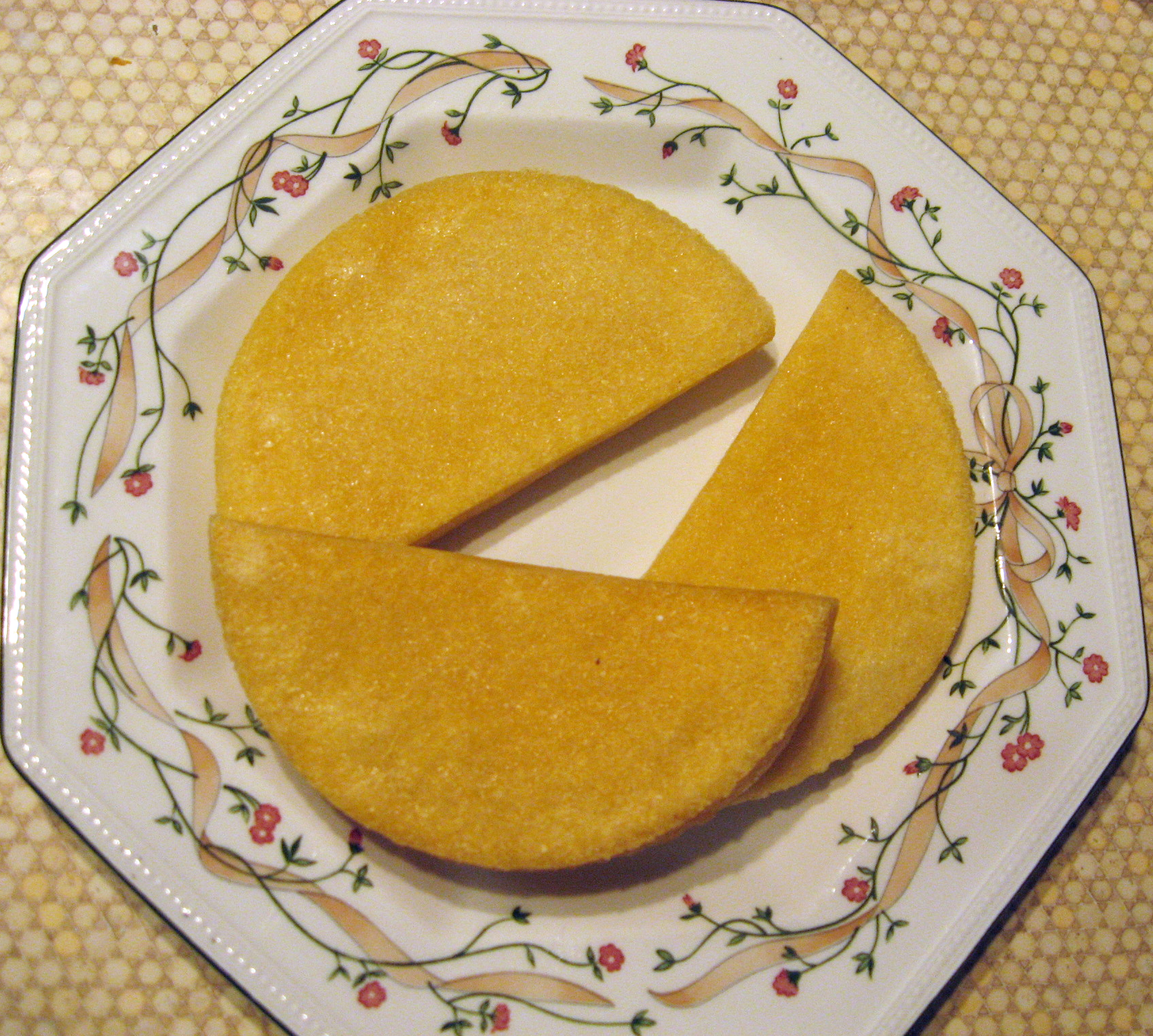
Des bammies.

- Pâté jamaïcain (en) : une pâtisserie jamaïcaine composée d'une croûte feuilletée remplie de viande épicée ou de légumes. Les pâtés les plus populaires sont ceux à la viande de bœuf ou au poulet.
- Rice and peas (en) : riz cuit dans du lait de coco avec des haricots rouges, des épices et des herbes aromatiques

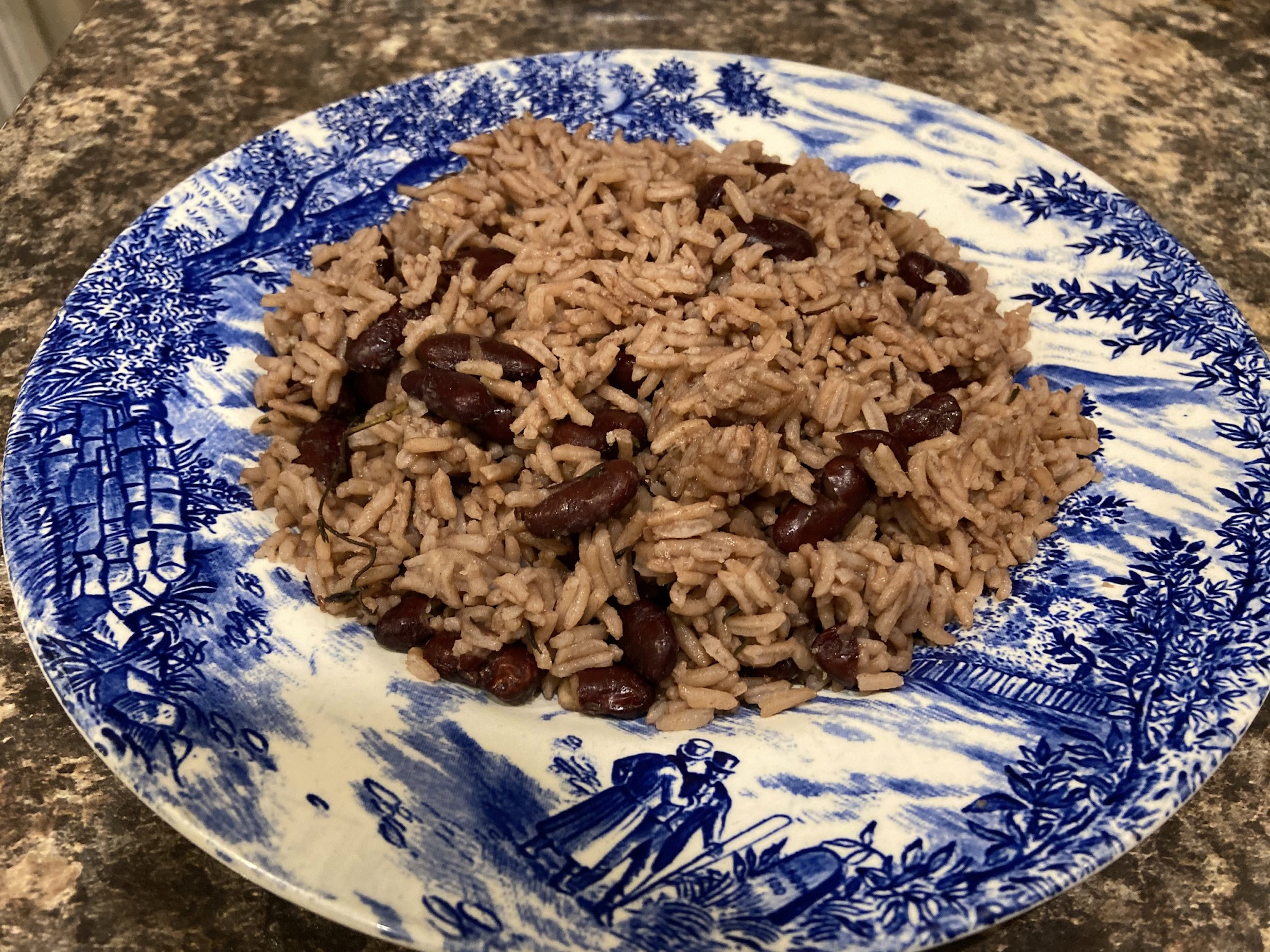
Plat de rice and peas.

- Gâteau au rhum (en) : un gâteau moelleux imprégné de rhum et généralement servi comme dessert lors des occasions spéciales[7].